# Ponsètia

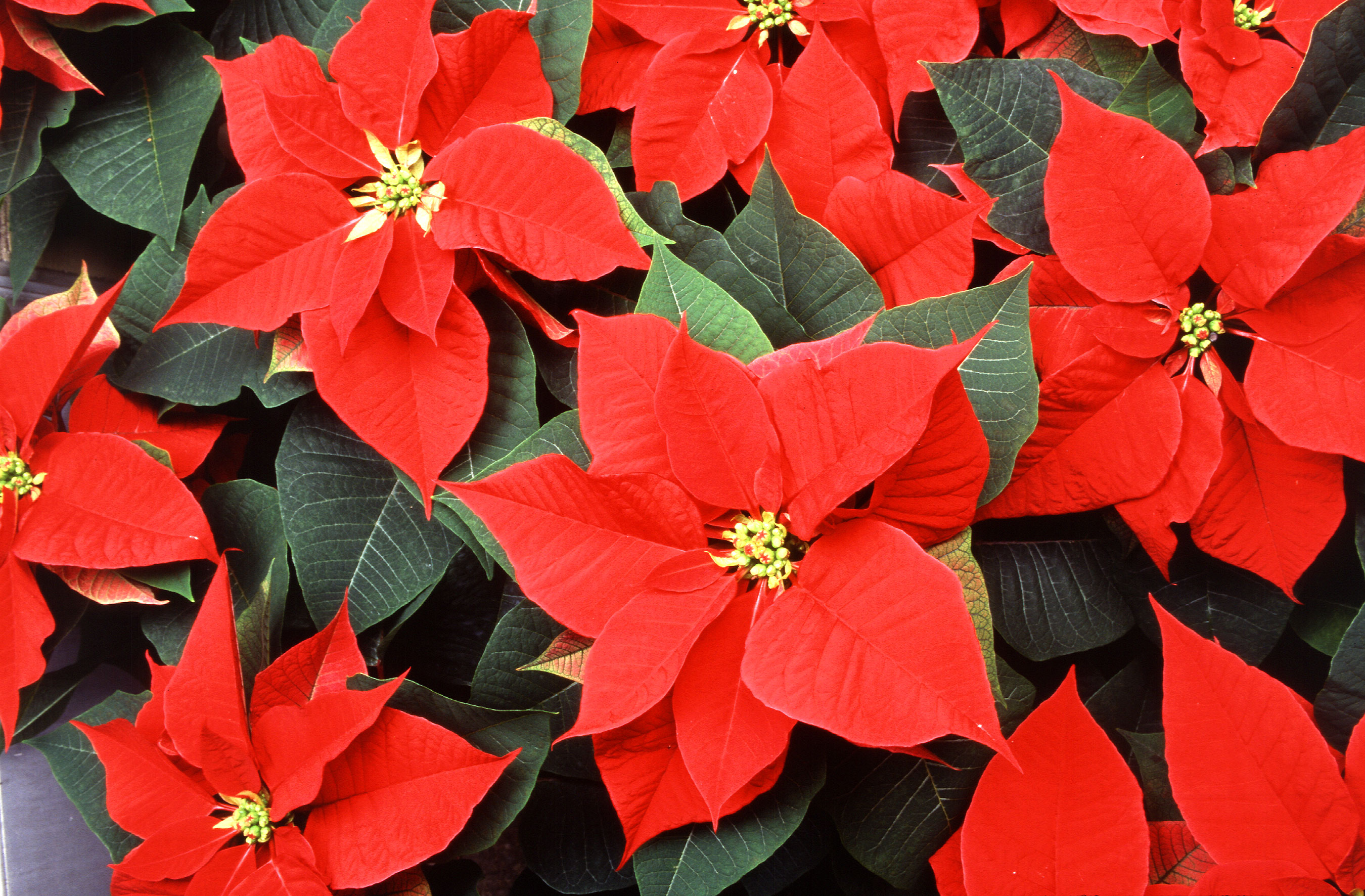
Ponsètia, envoltats per les bràctees vermelles es troben els ciatis amb les minúscules flors veritables.

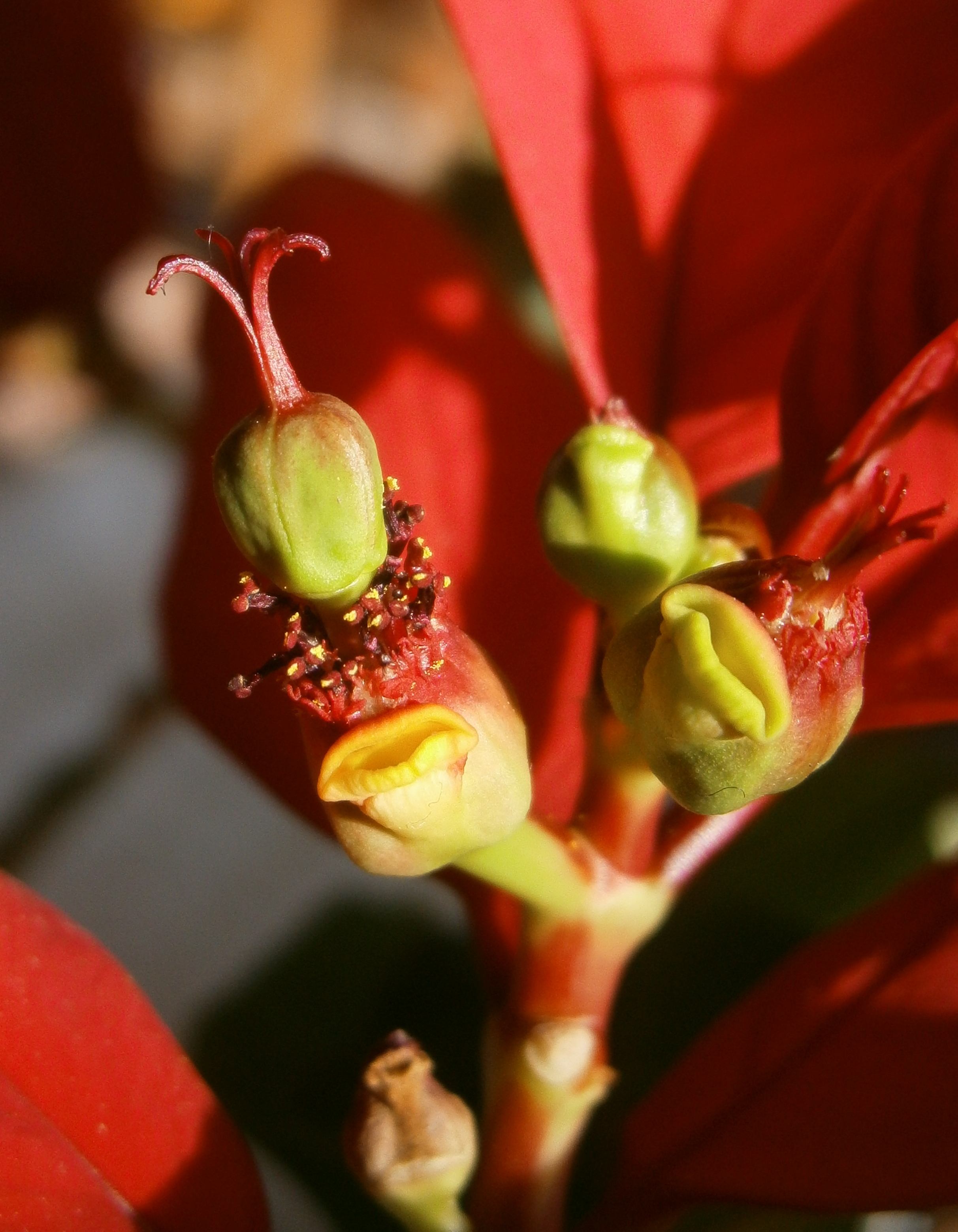
Detall d'un ciati, s'aprecia el pistil que ha emergit per sobre de les flors masculines

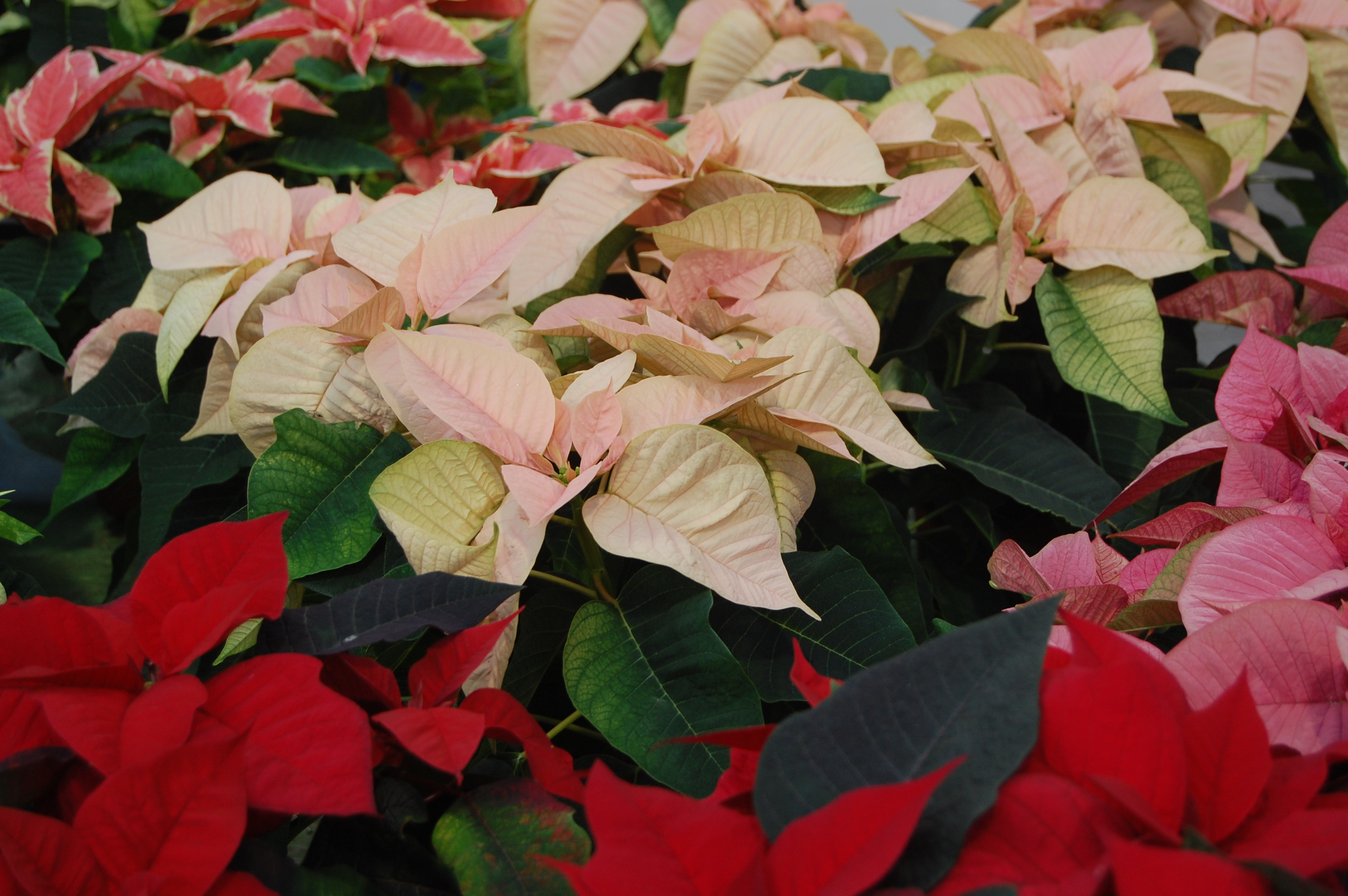
Varietats cultivars de ponsèties amb bràctees de diferents colors.

La ponsètia o flor de Nadal (Euphorbia pulcherrima) és una espècie de planta amb flors del gènere Euphorbia dins la família de les euforbiàcies (Euphorbiaceae). És una planta nativa de Mèxic. Sovint és utilitzada com a planta ornamental com a arbust als jardins, però principalment com a planta d'interior per Nadal.
Addicionalment pot rebre els noms d'arbre de la pasqua, arbre de Nadal, eufòrbia pulquèrrima, eufòrbia vermella, flor de Pasqua, flor del paradís, nadala i pasqua.

## Descripció
És un arbust o petit arbre caducifoli que pot atènyer els 3 metres d'altura, amb grans fulles ovals amb el marge dentat de color verd fosc. Les flors són petites i apareixen a l'hivern a l'extrem de les tiges, es presenten en inflorescències de tipus ciati, un pseudant o flor falsa, es tracta d'un involucre que conté una flor femenina i vàries de masculines que són simples estams, la femenina és al centre del ciati i acaba emergint per sobre del les masculines amb un pedicel que deixa fora el pistil. Els ciatis es troben envoltats per grans bràctees vermelles en nombre de 8 a 10 que poden arribar a fer uns 17 cm de llargària, sovint són confoses amb pètals.

## Etimologia i denominació
Oriünda de les regions tropicals de Mèxic, els antics mexicans l'anomenaven en nàhuatl "cuetlaxóchitl", terme que prové de la unió de dues paraules: "cuetlaxtli", que significa "cuir", i "xochitl", que vol dir "flor". En unir-se les dues paraules, la primera perd la terminació "-tli"; per tant, una traducció literal podria ser "flor de cuir", a causa del color vermell viu de les bràctees que envolten les flors, semblant a la pell acabada d'arrencar. Una altra accepció, menys freqüent, es relaciona amb el terme "cuitlatl", que vol dir "excrement" en nàhuatl, atès que els ocells, en defecar les llavors ingerides, les escampaven i la planta naixia d'entre els excrements. Va ser donada a conèixer a la resta del món durant l'època colonial, en què es feia servir per guarnir les esglésies durant les festes nadalenques.
Als Estats Units es coneix com a "poinsettia", en honor de Joel Roberts Poinsett, primer ambaixador nord-americà a Mèxic, que la va introduir als EUA el 1825. Des de l'any 1991, el 12 de desembre està declarat als Estats Units com a Dia Nacional de la Ponsètia, en commemoració de la data de la mort de Poinsett.

## Taxonomia
Aquesta espècie va ser publicada per primer cop l'any 1834, atribuida Carl Ludwig Willdenow (1765-1812), al segon volum de la revista Allgemeine Gartenzeitung pel botànic alemany Johann Friedrich Klotzsch (1805-1860).

### Sinònims
Els següents noms científics són sinònims d'Euphorbia pulcherrima:
- Sinònims homotípics

- Poinsettia pulcherrima (Willd. ex Klotzsch) Graham

- Sinònims heterotípics

- Euphorbia coccinea Raf.
- Euphorbia diversifolia Willd. ex Boiss.
- Euphorbia erithrophylla Bertol.
- Euphorbia fastuosa Sessé & Moc.
- Euphorbia lutea Alam. ex Boiss.
- Euphorbia poinsettiana Buist ex Graham
- Euphorbia poinsettii Raf.
- Euphorbia pulcherrima f. lutea Standl.
- Pleuradena coccinea Raf.
- Poinsettia ignescens Van Geert
- Poinsettia mirabilis Van Geert
- Poinsettia pulcherrima var. albida Maund
- Poinsettia pulcherrima var. major H.J.Veitch
- Poinsettia pulcherrima var. plena Hovey
- Poinsettia pulcherrima var. plenissima H.J.Veitch
- Poinsettia pulcherrima var. rosea-carminata Dombrain
- Poinsettia pulcherrima var. roseocarminata W.Bull
- Poinsettia variabilis Van Geert

## Cultiu
A l'hemisferi nord, la flor de Nadal se sol cultivar com a planta d'interior a causa del fet que el màxim desenvolupament vegetatiu el té durant l'època propera al Nadal, perquè floreixi és essencial que la planta no rebi llum durant dotze hores, aproximadament, des de l'octubre fins a Nadal. És el principal cultiu de la floricultura als Estats Units.
El responsable de difondre l'adquisició d'aquesta planta durant l'estació hivernal va ser Paul Ecke júnior, tercera generació de la família Ecke, uns emigrants alemanys establerts a Los Angeles el 1900. A més de transformar el mercat utilitzant esqueixos enviats per avió en comptes de plantes madures expedides per tren, repartia gratuïtament testos amb plantes a les emissores de televisió perquè apareguessin des del Dia d'Acció de Gràcies fins a Nadal. Se'n van veure en programes com The Tonight Show i l'especial nadalenc de Bob Hope, cosa que en va impulsar la demanda al mercat. Als Estats Units és una planta que centra l'activitat dels floricultors entre l'agost i Nadal.
Avui dia, en molts països és una planta que es ven tot l'any gràcies a tecnologies avançades com la manipulació del fotoperíode i la temperatura. Mitjançant inversions considerables es pot fer florir durant tot l'any. Es fa nana mitjançant reguladors de creixement per evitar la seva forma arbustiva i mitjançant la millora contínua. Les noves varietats comercials s'ofereixen de manera permanent.